# Roewe E50
 La Roewe E50 è una city car elettrica prodotta dalla casa automobilistica cinese Roewe dal 2012 al 2016. 

## Panoramica
La E50 è stata originariamente presentata sotto forma di concept car al Salone Internazionale dell'Automobile di Pechino 2012. Successivamente nel novembre 2012, la SAIC Motor presentò il modello di produzione della E50 che benne posta in vendita sul mercato cinese nel dicembre dello stesso anno. 
L'E50 possiede un motore elettrico da 47 kW e un pacco batteria da 18 kWh fornito da A123 Systems che garantisce un'autonomia di 180 km e una velocità massima di 120 km/h (75 mph). L'E50 utilizza diversi materiali leggeri di Evonik per ridurre il consumo di energia e ottenere minori emissioni. 
Nel 2012, il prezzo delle auto elettriche è iniziato a 234900 ¥ prima degli incentivi governativi disponibili e l'obiettivo di SAIC era di vendere 1.000 unità entro il primo anno sul mercato.  Le consegne al dettaglio sono iniziate a Shanghai nel gennaio 2013. 
L'E50 è soggetto a un rimborso in contanti di 60000 ¥ da parte del governo centrale, un altro 40000 ¥ dal governo municipale di Shanghai, ed è inoltre esente dalla tassa di targa della città, che entro gennaio 2013 aveva un costo di 75000 ¥, ma le nuove targhe energetiche, o targhe EV, non sono trasferibili. 
A partire dal 2013, si pensava che questi incentivi rendessero l'E50 competitiva con il prezzo di un'auto familiare economica. 

## MG Dynamo EV
La E50 è stata rimarchiata dalla MG come MG Dynamo EV, una concept car mostrata nel Regno Unito nella primavera del 2014. La Dynamo utilizza un motore elettrico da 71 CV che sviluppa 155 Nm di coppia e ha un'autonomia di 50 miglia con una singola carica.